# Holger Badstuber
Holger Badstuber est un ancien footballeur allemand, né le 13 mars 1989 à Memmingen. Il évoluait au poste de défenseur central mais pouvait aussi être aligné au poste de latéral gauche.
Ce défenseur international allemand a remporté lors de sa première saison professionnelle le Championnat d'Allemagne, la Coupe d'Allemagne et disputé la finale de la Ligue des champions 2010. Il a aussi fait partie de la sélection allemande qui a fini troisième de la Coupe du monde 2010. Après quasiment trois ans d'interruptions à la suite des blessures, il reprend la compétition le samedi 7 novembre 2015 face au VfB Stuttgart. Sa fin de carrière est mise en danger, lorsque en 2021, il est relégué par son club de Stuttgart en équipe réserve, une véritable humiliation pour l'ancien international allemand qu'il est. Considéré comme un talent gâché en raison de blessures et rechutes régulières.

## Biographie

### Carrière en club

#### Bayern Munich (2008-2017)
Formé au Bayern Munich, Holger Badstuber sort de l'anonymat lors de la saison 2009-2010 en étant intégré à l'effectif professionnel du club bavarois et étant titularisé au poste de défenseur central, dès le début de la saison par le nouvel entraîneur du club Louis van Gaal. Malgré son jeune âge, il s'impose à ce poste malgré la concurrence. Polyvalent, il est aussi parfois titularisé comme latéral gauche. Badstuber marque son premier but en championnat sur coup franc contre le Borussia Mönchengladbach, le 4 décembre 2009. Il est depuis souvent sollicité pour tirer les coups de pied arrêtés dans son club. Pour sa première saison en équipe première, il remporte le Championnat d'Allemagne, la Coupe d'Allemagne et dispute la finale de la Ligue des champions, contre l'Inter Milan (défaite 2 -0) en 2010.
Tout comme son jeune coéquipier Thomas Müller, il est alors perçu comme l'un des grands espoirs du football allemand. La saison suivante est cependant beaucoup plus difficile pour le jeune défenseur allemand. Louis van Gaal, peinant à trouver une bonne charnière défensive, multiplie les combinaisons entre Anatoly Timochtchouk, Breno, Martin Demichelis, Daniel Van Buyten, Luis Gustavo Dias et Badstuber. Le jeune joueur est dès lors beaucoup moins titularisé en 2010-2011.
Néanmoins sous l'égide de Jupp Heynckes qui a remplacé Louis van Gaal au poste d'entraîneur lors de la saison 2011-2012, Badstuber retrouve une place de titulaire indiscutable au sein d'une défense considérablement renforcée (arrivées de Rafinha, Jérôme Boateng et Manuel Neuer) lors de l’inter saison. Le club ne remporte rien lors de cette saison même s'il s'illustre en finissant deuxième du championnat et en disputant la finale de la Ligue des champions contre Chelsea FC. Badstuber suspendu, ne participe pas à cette finale.
La saison suivante est exceptionnelle pour le club qui remporte la Bundesliga, la Coupe d'Allemagne et la Ligue des champions 2013. Mais, Badstuber ne profite pas vraiment de ces succès: victime d'une rupture des ligaments croisés en décembre 2012, il est écarté des terrains pendant tout le reste de la saison. Alors qu'il est sur le point de revenir, il est de nouveau victime d'une nouvelle rupture des ligaments en mai 2013. En raison de cette blessure, il fait une saison blanche en 2013-2014. Fin juillet 2014, il fait son retour sur les terrains lors d'un match amical de préparation d'avant-saison, 19 mois après avoir joué son dernier match avec le club.
Badstuber fait son retour en compétition officielle lors du début de la saison 2014-2015. Il est titularisé lors des trois premiers matchs de Bundesliga mais se blesse à la cuisse à la mi-temps du troisième match contre le VfB Stuttgart, le 13 septembre 2014. Il est écarté des terrains jusqu'à la fin de l'année civile et fait son retour en compétition contre le Hambourg SV, le 14 février 2015. Le 11 mars 2015, il inscrit l'un des sept buts de la victoire du Bayern Munich contre le Chakhtar Donetsk en Ligue des champions. Il s'agit de son premier but depuis septembre 2010, il n'avait alors pas marqué depuis quatre ans et demi. Néanmoins, il se blesse une nouvelle fois au quadriceps lors du quart de finale de Ligue des champions contre le FC Porto et est contraint de déclarer forfait pour le reste de la saison.

#### Schalke 04 (2017)
Le 10 janvier 2017, on apprend qu'il est prêté au Schalke 04 jusqu'à la fin de la saison.

#### VfB Stuttgart (2017-2021)
Le 4 août 2017, il s'engage avec VfB Stuttgart pour une saison. Il réalise une très bonne saison 2017-2018 durant laquelle, il reprend son niveau et inscrit 2 buts, notamment une magnifique tête plongeante contre Mayence (victoire 1-0), qui a offert la victoire à Stuttgart. Ce but est son 2ème en Bundesliga, soit presque huit ans après son magnifique coup-franc inscrit pour le Bayern. En raison de ses bonnes performances, Badstuber prolonge son contrat au VfB Stuttgart jusqu'en juin 2021. Il connaîtra une saison 2018/2019 plus compliquée, marquée par des blessures, mais également par l'arrivée de Markus Weinzierl qu'il a côtoyé à Schalke, avec lequel il a de mauvaises relations, ce qui lui réduit son temps de jeu, avec seulement 11 matchs disputés et aucun but inscrit. Stuttgart relégué, il se retrouve à jouer en deuxième division. Durant l’exercice 2019/2020, il joue 21 matchs et inscrit 2 buts toutes compétitions confondues, mais l'arrivée de Pellegrino Matarazzo en janvier 2020 est une menace pour lui, car ce dernier le relèguera sur le banc pour les 3 derniers matchs de la saison. Le 18 août 2020, Badstuber n'est pas conservé pour les matchs amicaux de préparation en Autriche. En début de saison, il est transféré dans la deuxième équipe du VfB évoluant en Regionalliga, soit en 4e division. Ce transfert est dû à la volonté de Matarazzo de vouloir une équipe plus jeune mais c'est également dû à son comportement sur les terrains, accusé notamment d'avoir un comportement trop vif susceptible de déstabiliser ses coéquipiers mais surtout lors de l'exercice 2019/2020, il est passé par la commission de discipline qui lui a donné un match de suspension et 8 000 € d'amende après avoir insulté un arbitre, lors du match contre le Holstein Kiel (défaite 0-1). Ce dernier l'avait expulsé après lui avoir distribué 2 cartons jaunes. Le 29 mai 2021, il joue le dernier match de toute sa carrière en jouant pour la réserve de Stuttgart. Il arrête sa carrière durant cette année 2021 où son contrat avec Stuttgart expire.
Badstuber est considéré aujourd'hui comme un talent gâché qui n'a pu exploiter tout son potentiel en raison de nombreuses blessures.

#### FC Lucerne (2021)
Malgré l'humiliation vécue à Stuttgart, il réussit à trouver un accord avec le club suisse FC Lucerne en juillet 2021 ou il signe un contrat d'un an. Badstuber fait ses débuts dans le championnat suisse, le 24 juillet 2021 contre Young Boys Berne (défaite 3-4) en remplaçant son compatriote  Marvin Schulz à la 81éme minute. Il joue son premier match comme titulaire, le 5 août 2021 contre Feyenoord Rotterdam (défaite 3-0) dans le cadre des qualifications pour la  Ligue Europa Conférence. Durant ces débuts en Suisse, il est critiqué en début de saisons pour des erreurs récurrentes et son comportement vif qu'il lui a été reproché à Stuttgart. Malgré un début de saison moyen, il reprend son niveau et a réussi a offrir de nombreux matchs nuls à Lucerne en raison de ses solides qualités défensives. Le 3 octobre 2021 contre le FC Bâle (nul 1-1), il passe tout près de marque son premier but avec Lucerne en reprenant un corner de la tête mais sa tentative est repoussée par le gardien adverse, Heinz Lindner. Il continue tout de même de subir des critiques en Suisse et perd même sa place de titulaire après une lourde défaite contre le FC Zurich (défaite 4-0). En décembre 2021, son contrat avec Lucerne est résilié.

#### Retraite
Le 5 septembre 2022, 9 mois après la résiliation de son contrat, il met fin à sa carrière de footballeur.

### Carrière d'entraineur

#### Intérim chez les jeunes de Grünwald (2022-2023)
Après avoir arrêté sa carrière, Holger Badstuber confirme son souhait de poursuivre une carrière d'entraîneur.
Lothar Matthäus entraînant les E-Jugend de Grünwald doit quitter son poste dans le cadre de son travail de consultant pour la Coupe du monde 2022 au Qatar. Badstuber est ainsi nommé entraîneur par intérim de cette équipe.

## En sélection nationale
Badstuber honore sa première sélection internationale lors de sa première saison professionnelle, le 29 mai 2010, en match amical contre la Hongrie. Retenu dans la pré-liste des 27 joueurs appelés à disputer la Coupe du monde 2010 au mois de mai 2010, il est finalement incorporé à liste définitive de 23 joueurs grâce à sa polyvalence et à la blessure d'Heiko Westermann, habituel titulaire dans l'axe central.
Lors de la Coupe du monde 2010 en Afrique du Sud, il fait partie des onze titulaires alignés par Joachim Löw lors du premier match de la sélection allemande, il joue alors sur le flanc gauche de la défense. Il perd son statut de titulaire après la défaite contre la Serbie et est remplacé par Jerome Boateng. L'Allemagne finit troisième du tournoi.
Lors des matchs de qualification pour l'Euro 2012, Badstuber profite de la blessure d'Arne Friedrich pour s'imposer en défense centrale aux côtés de Per Mertesacker. Le 7 septembre 2010, contre l'Azerbaïdjan (6-1), Badstuber marque son premier but en sélection.
Il dispute l'Euro 2012 aux côtés de Mats Hummels en défense centrale et s'incline en demi-finale contre l'Italie (2-1). Depuis un match de qualification contre la Suède (4 - 4), le 16 octobre 2012, il n'est plus réapparu en sélection nationale jusqu'au 19 mars 2015 lors d'un match amical contre l'Australie (2 - 2) en raison d'une longue blessure aux ligaments croisés.

## Style de jeu
Badstuber est réputé pour sa polyvalence car il pouvait évoluer au poste d'arrière gauche au Bayern Munich. Ses autres qualités sont la précision de ses passes, son comportement vif, sa précision pour tirer corner et coup-franc, qualité rare chez un défenseur. Il est doté aussi d'un style de jeu de défenseur central « à l'ancienne », avec des tacles rugueux et d'un excellent jeu de tête. Malgré ses grandes qualités, sa carrière a été ruinée par des blessures récurrentes et suspensions et expulsions régulières en raison de son style de jeu.
Suspensions de Holger Badstuber
|   | Date             | Lieu                                      | Adversaire         | Score | Compétition                   | Motif                                            |
| - | ---------------- | ----------------------------------------- | ------------------ | ----- | ----------------------------- | ------------------------------------------------ |
| 1 | 21 avril 2010    | Allianz Arena, Munich, Allemagne          | Olympique lyonnais | 1-0   | Ligue des champions 2009-2010 | Accumulation de cartons jaunes                   |
| 2 | 17 avril 2011    | Allianz Arena, Munich, Allemagne          | Bayer Leverkusen   | 5-1   | Bundesliga 2010-2011          | Accumulations de cartons jaunes                  |
| 3 | 22 novembre 2011 | Allianz Arena, Munich, Allemagne          | Villarreal CF      | 3-1   | Ligue des champions 2011-2012 | Deux avertissements durant le même match         |
| 4 | 21 avril 2012    | Weserstadion, Brême, Allemagne            | Werder Brême       | 1-2   | Bundesliga 2011-2012          | Accumulations de cartons jaunes                  |
| 5 | 19 mai 2012      | Allianz Arena, Munich, Allemagne          | Chelsea FC         | 1-1   | Ligue des champions 2011-2012 | Accumulations de cartons jaunes après suspension |
| 6 | 9 décembre 2015  | Maksimir, Zagreb, Croatie                 | Dinamo Zagreb      | 0-2   | Ligue des champions 2015-2016 | Expulsion                                        |
| 7 | 26 octobre 2019  | Volksparkstadion, Hambourg, Allemagne     | Hambourg SV        | 6-2   | 2. Bundesliga 2019-2020       | Deux avertissements durant le même matchs        |
| 8 | 3 novembre 2019  | Mercedes-Benz Arena, Stuttgart, Allemagne | Dynamo Dresde      | 3-1   | 2. Bundesliga 2019-2020       | Insulte à arbitre (via commission de discipline) |
| 9 | 31 mai 2020      | Rudolf Harbig Stadion, Dresde, Allemagne  | Dynamo Dresde      | 2-0   | 2. Bundesliga 2019-2020       | Accumulation de cartons jaunes                   |

### Expulsion
|   | Date             | Lieu                                      | Adversaire    | Score | Compétition                   | Minute | Motif                                                       |
| - | ---------------- | ----------------------------------------- | ------------- | ----- | ----------------------------- | ------ | ----------------------------------------------------------- |
| 1 | 2 novembre 2011  | Allianz Arena, Munich, Allemagne          | SSC Naples    | 3-2   | Ligue des champions 2011-2012 | 77e    | Fautes à répétition (2 cartons durant le même matchs)       |
| 2 | 24 novembre 2015 | Allianz Arena, Munich, Allemagne          | Olympiakos    | 4-0   | Ligue des champions 2015-2016 | 52e    | Tacle                                                       |
| 3 | 1er mars 2017    | Allianz Arena, Munich, Allemagne          | Bayern Munich | 3-0   | Coupe d'Allemagne 2016-2017   | 77e    | Fautes a répétition (2 cartons jaunes durant le même matchs |
| 4 | 20 octobre 2019  | Mercedes-Benz Arena, Stuttgart, Allemagne | Holstein Kiel | 0-1   | 2. Bundesliga 2019-2020       | 53e    | Fautes a répétition (2 cartons jaunes durant le même matchs |

## Buts inscrit par Holger Badstuber
Bayern Munich
|   | Date            | Lieu                             | Adversaire               | Score | Résultat | Compétition                   | Type de but        | Passeur décisif |
| - | --------------- | -------------------------------- | ------------------------ | ----- | -------- | ----------------------------- | ------------------ | --------------- |
| 1 | 4 décembre 2009 | Allianz Arena, Munich, Allemagne | Borussia Mönchengladbach | 2-1   | 2-1      | Bundesliga 2009-2010          | c.f du pied gauche |                 |
| 2 | 11 mars 2015    | Allianz Arena, Munich, Allemagne | Chakhtar Donetsk         | 5-0   | 7-0      | Ligue des Champions 2014-2015 | de la tête         | Rafinha         |

Vfb Stuttgart
|   | Date              | Lieu                                             | Adversaire            | Score | Résultat | Compétition             | Type de but    | Passeur décisif     |
| - | ----------------- | ------------------------------------------------ | --------------------- | ----- | -------- | ----------------------- | -------------- | ------------------- |
| 1 | 26 août 2017      | Mercedes-Benz Arena,Stuttgart, Allemagne         | FSV Mainz             | 1-0   | 1-0      | Bundesliga 2017-2018    | de la tête     | Dennis Aogo         |
| 2 | 20 janvier 2018   | Opel Arena, Mayence, Allemagne                   | FSV Mainz             | 0-1   | 3-2      | Bundesliga 2017-2018    | du pied droit  |                     |
| 3 | 4 août 2019       | Voith-Arena, 2Heidenheim an der Brenz, Allemagne | 1. FC Heidenheim 1846 | 0-2   | 2-2      | 2. Bundesliga 2019-2020 | du pied gauche | Hamadi Al Ghaddioui |
| 4 | 14 septembre 2019 | Jahnstadion Regensburg, Ratisbonne, Allemagne    | SSV Jahn Ratisbonne   | 1-2   | 2-3      | 2. Bundesliga 2019-2020 | de la tête     | Daniel Didavi       |

|   | Date             | Lieu                                    | Adversaire  | Score | Résultat | Compétition             | Type de but | Passeur décisif |
| - | ---------------- | --------------------------------------- | ----------- | ----- | -------- | ----------------------- | ----------- | --------------- |
| 1 | 7 septembre 2010 | RheinEnergieStadion, Cologne, Allemagne | Azerbaïdjan | 5-1   | 6-1      | Éliminatoires Euro 2012 | de la tête  | Mesut Özil      |

## Palmarès
- Bayern Munich :
  - Vainqueur de la Ligue des champions en 2013
  - Finaliste de la Ligue des champions en 2010 et 2012
  - Vainqueur de la Coupe du monde des clubs en 2013
  - Champion d'Allemagne en 2010, 2013, 2014, 2015, 2016 et 2017
- Equipe d'Allemagne
  - Troisième de la Coupe du monde en 2010

## Filmographie
2020 : Schweinsteiger Memories: Von Anfang bis Legende de Robert Bohrer : lui-même